# 금인칙서 (1356년)

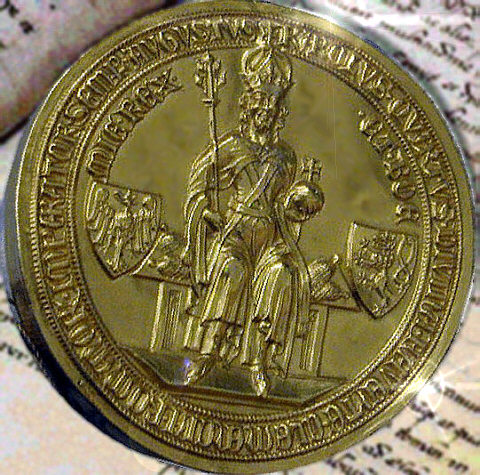
1356년 금인칙서에 인쇄된 신성 로마 제국의 카를 4세 황제의 인장

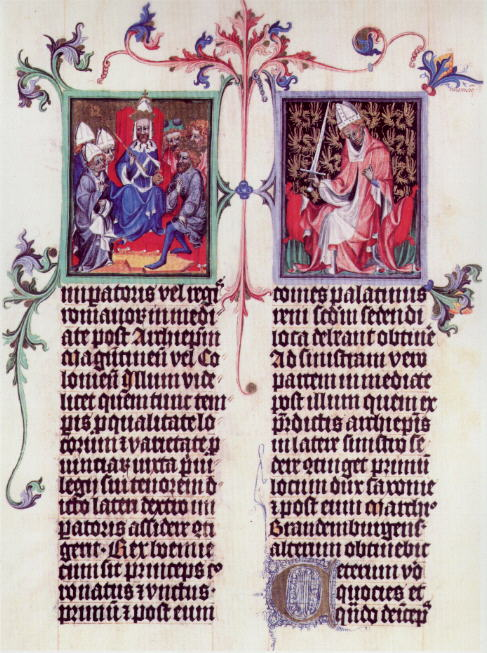
1356년 금인칙서의 한 페이지

금인칙서(金印勅書, 독일어: Goldene Bulle) 또는 금인헌장(金印憲章), 황금문서(黃金文書)는 1356년 1월 10일 신성 로마 제국의 황제 카를 4세가 발포한 제국법이다. 오스트리아 기록 보관소 등에 사본이 보관되어 있으며, 2013년 유네스코 세계기록유산에 등재되었다.

## 구성
라틴어로 쓰여 있다. 금인칙서라는 이름은 황금의 옥새를 사용한데서 나온다. 총 31장으로, 전반은 1356년 1월 뉘른베르크에서, 후반은 12월 메츠에서 발포되었다. 내용은 신성 로마 제국 황제의 선거제와 선제후 특권을 주로 다루고 있고, 뉘른베르크 제국 회의에서 발포하였다.
주요 내용은 체코 왕국의 군주가 제국내의 일곱 선제후들 중에서 성직계의 대표를 제외한 세속 권력 대표의 제일 선두에 서며, 제국의 아치-컵 베어리의 지위를 계속 유지한다는 것이었다.
황제 선거와 선거후(選擧侯)의 상속 및 특권을 규정하고 제국의 안정을 꾀하려 했으나 오히려 분열을 심화시켰다. 주요 내용은, 선거는 7선거후(마인츠 대주교, 트리어 대주교, 쾰른 대주교, 보헤미아의 국왕, 팔츠 백작, 작센 공작, 브란덴부르크 변경백)의 공개투표, 다수결 원리에 의한다. 선거후령(選擧侯領)은 불분할 또한 장자 상속제를 취하고 관세 징수권 등의 특권, 자치적 재판권과 지고권(至高權)을 인정하는 따위이다.
이 황금칙서는 종래 독일 군주들이 종종 침범을 시도해 온 체코 국가의 주권을 회복하는 데 크게 이바지 하였다. 이 칙서의 골격은 1806년 나폴레옹의 침입으로 신성로마제국이 없어질 때까지 제국의 칙령으로 유지되었다.